# Elouan Chouikh
Elouan Chouikh-Barbez (* 1. Mai 2002 in Saint-Pol-sur-Mer) ist ein französischer Beachvolleyballspieler.

## Karriere
Der im Département Nord geborene Sportler war bis einschließlich Juni 2022 fast ausschließlich bei nationalen Turnieren aktiv. Heraus sprangen vier dritte Plätze mit vier verschiedenen Partnern als beste Resultate. Einer davon war Tom Altwies, mit dem er anschließend regelmäßig antrat und mit dem er auch sein erstes internationale Futures-Turnier bestritt. Eine Saison später betraten die beiden zum ersten Mal die oberste Stufe auf dem Treppchen, als sie das WEVZA Zonal Event in Île de Ré für sich entscheiden konnten. Anschließend folgten bei der französischen Beachserie zwei weitere Siege, ehe sie sich beim Futures in Lille die erste Goldmedaille bei einem Wettbewerb der World Pro Tour sicherten. Nach einem weiteren Erfolg bei der France Beach Volley Series standen sie im Juli im Endspiel ihrer Landesmeisterschaft sowie nach dem zweiten Rang im Pool und der überstandenen ersten Hauptrunde im Achtelfinale der U23-Europameisterschaft. Bei den Mittelmeer-Strandspielen gehörten sie ebenfalls zu den sechzehn besten Teams.
2024 begann für die Franzosen mit dem Erreichen der Vorschlussrunde beim Futures in der spanischen Hauptstadt. Nach einem weiteren vierten Platz beim gleichwertigen Event in Genf erkämpften sie Bronze bei den Titelkämpfen ihres Heimatlandes. Bei den FISU World University Championships im September der gleichen Spielzeit war das Viertelfinale Endstation für Elouan Chouikh und seinen neuen Partner Joadel Gardoque. Zwei Monate später gelang ihnen ihr bis dahin wertvollster sportlicher Erfolg, als sie das FIVB Challenge in Haikou auf dem geteilten fünften Platz beendeten.